# X–2 Starbuster

Az X–2 a B–50-esről történt leoldás, és a hajtómű begyújtása után

A Bell X–2 Starbuster nyilazott szárnyú, rakétahajtóműves, szuperszonikus kísérleti repülőgép, melyet az Egyesült Államokban építettek az 1950-es években a NASA és az USAF megbízásából, az X–1-essel elért eredmények alapján. Fő feladata a 2–3-szoros hangsebességgel történő repülés problémáinak, elsősorban a nagy sebességeknél a levegő súrlódása miatt fellépő hőterhelés elviselésére kifejlesztett új [[szerkezeti anyagok]] vizsgálata volt. A repülőgépet B–50-es nehézbombázóról oldották le, ezután rakétahajtóműveinek segítségével gyorsították nagy sebességre, végül siklórepüléssel ért földet. Két gépet építettek a vizsgálatok számára, de mindkettő megsemmisült a kísérleti repülések során, pilótái szörnyethaltak, ezért az eredeti két gépen felül nem építettek újakat, a nagy sebességű repülési kísérleteket három év múlva a sokkal nagyobb teljesítményű X–15-tel folytatták.